# Príncipe do Saíde

Padrão Real do Príncipe Herdeiro do Egito

Príncipe do Saíde (Árabe: أمير الصعيد / Amir al-Sa'id‎) foi o título usado pelo herdeiro aparente ao trono do Egito, antes da abolição da monarquia com a Revolução Egípcia de 1952. O título é traduzido como o príncipe do Alto Egito.
O título foi usado pela primeira vez pelo filho e herdeiro do rei Fuade I, príncipe Faruque, que foi oficialmente nomeado príncipe do Saíde em 12 de dezembro de 1933. O título que foi dado a Faruque com a compra de 3.000 feddans dos melhores terrenos agrícolas. Faruque detinha o título até ele ascender ao trono como Faruque I na sequência da morte de seu pai em 28 de abril de 1936.
Uma vez que o título só foi concedido aos herdeiros aparentes, o príncipe Maomé Ali Teufique, herdeiro presuntivo de Faruque I, não recebeu o título. O próximo a receber o título foi o primeiro (e único) filho de Faruque I, príncipe Ahmad Fuade. Ele manteve o título imediatamente após seu nascimento em 16 de janeiro de 1952 por ele ser o herdeiro de seu pai, Faruque I. Contudo ele apenas manteve-o muito brevemente, uma vez que ele subiu ao trono como rei Fuad II após a abdicação forçada de seu pai em 1952.
O título nunca mais foi usado desde então, por causa da abolição da monarquia egípcia em 18 de junho de 1953. O filho mais velho de Fuad II, Maomé Ali (nascido em 5 de fevereiro de 1979) é denominado príncipe do Saíde. Contudo, desde que a monarquia deixou de existir no Egito, o título não tem legitimidade legal, sendo apenas para uso nominal.